# Chilii (okręg Aluta)
Chilii – wieś w Rumunii, w okręgu Aluta, w gminie Dobrun. W 2011 roku liczyła 156 mieszkańców.